# Lucha aérea contra el fuego

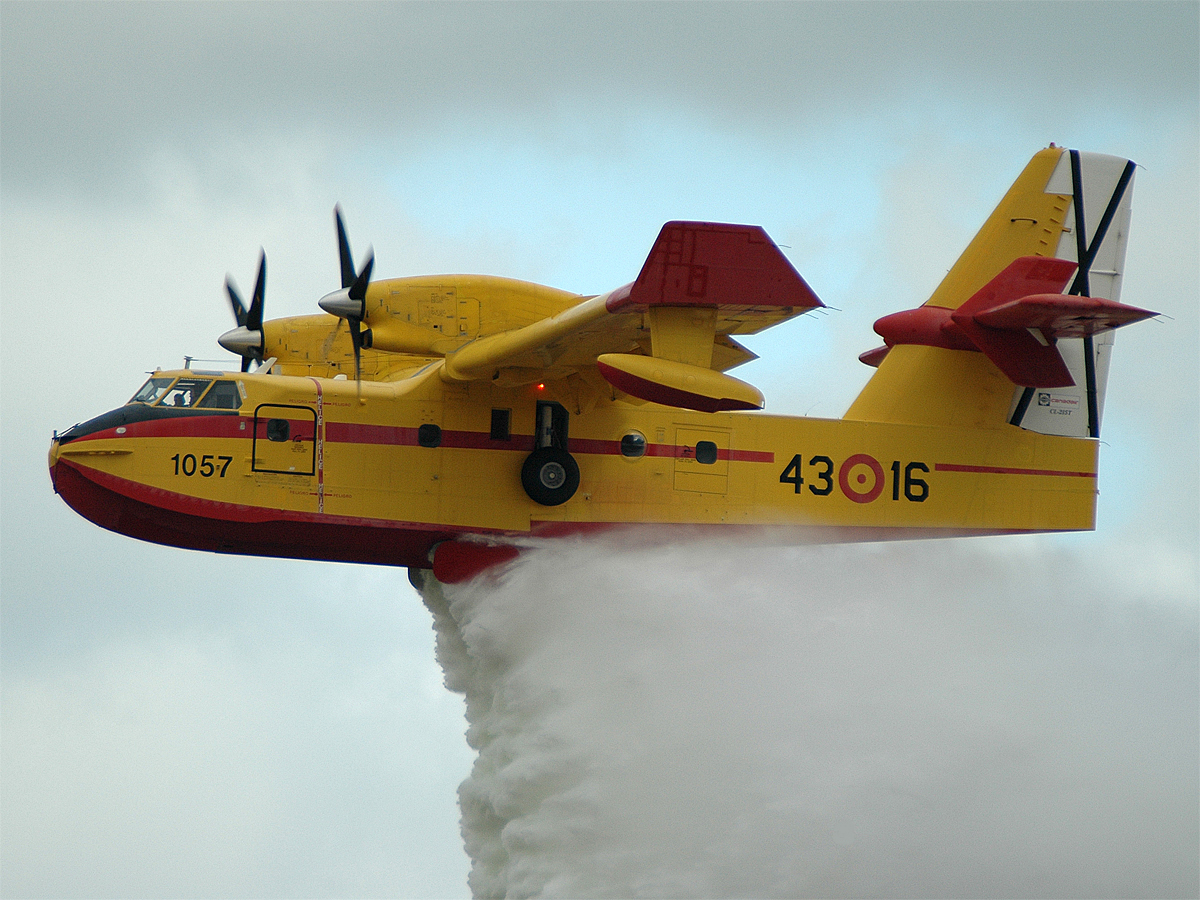
Avión Canadair CL 215T

La lucha aérea contra el fuego consiste en el uso de aeronaves para la extinción de incendios forestales. Los tipos de aeronaves utilizadas incluyen medios de ala fija (aviones) y de ala rotatoria (helicópteros). Los agentes extintores utilizados para combatir los incendios son el agua y los retardantes.

## Historia

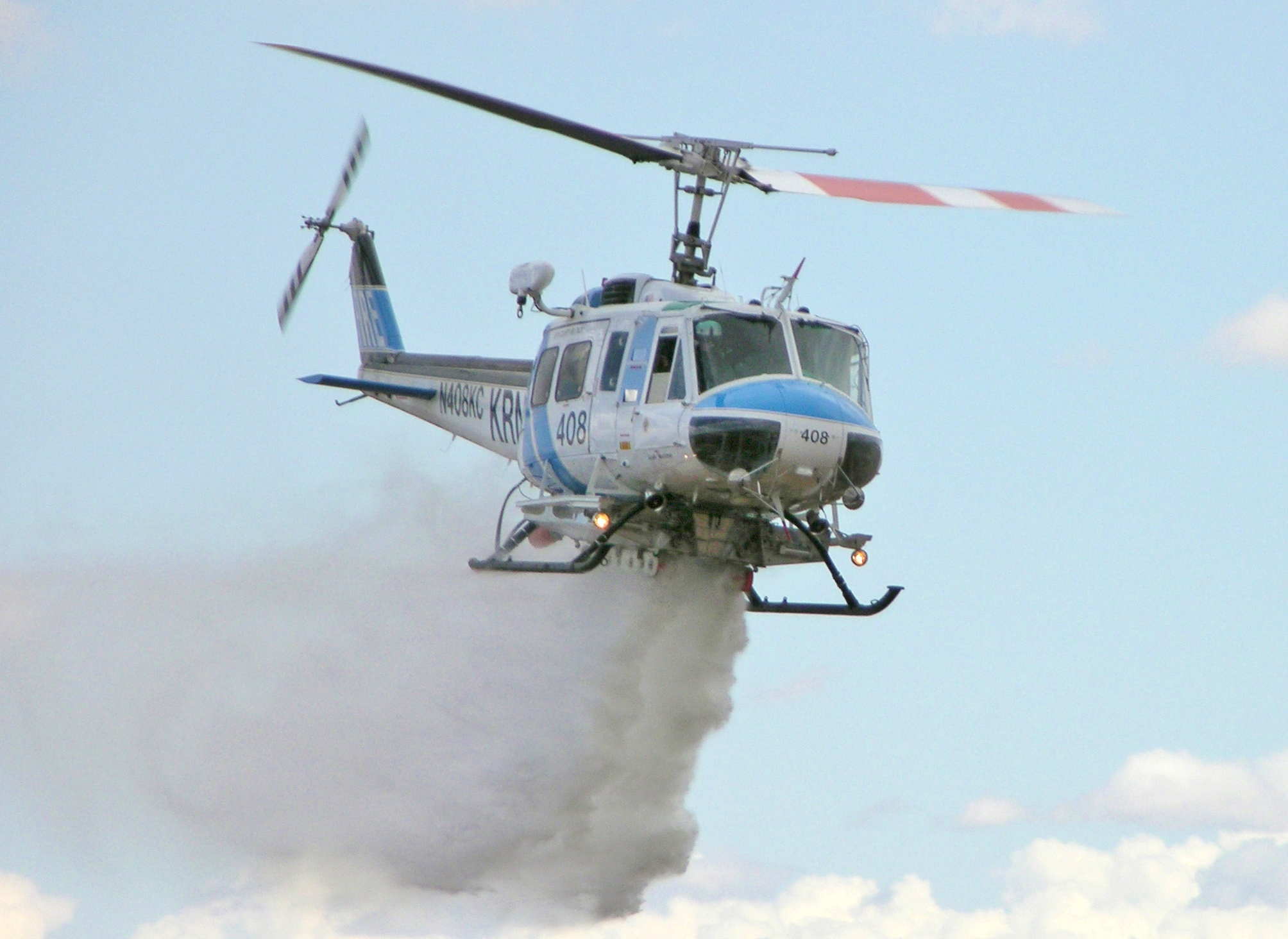
Helicóptero bombardero Bell 205

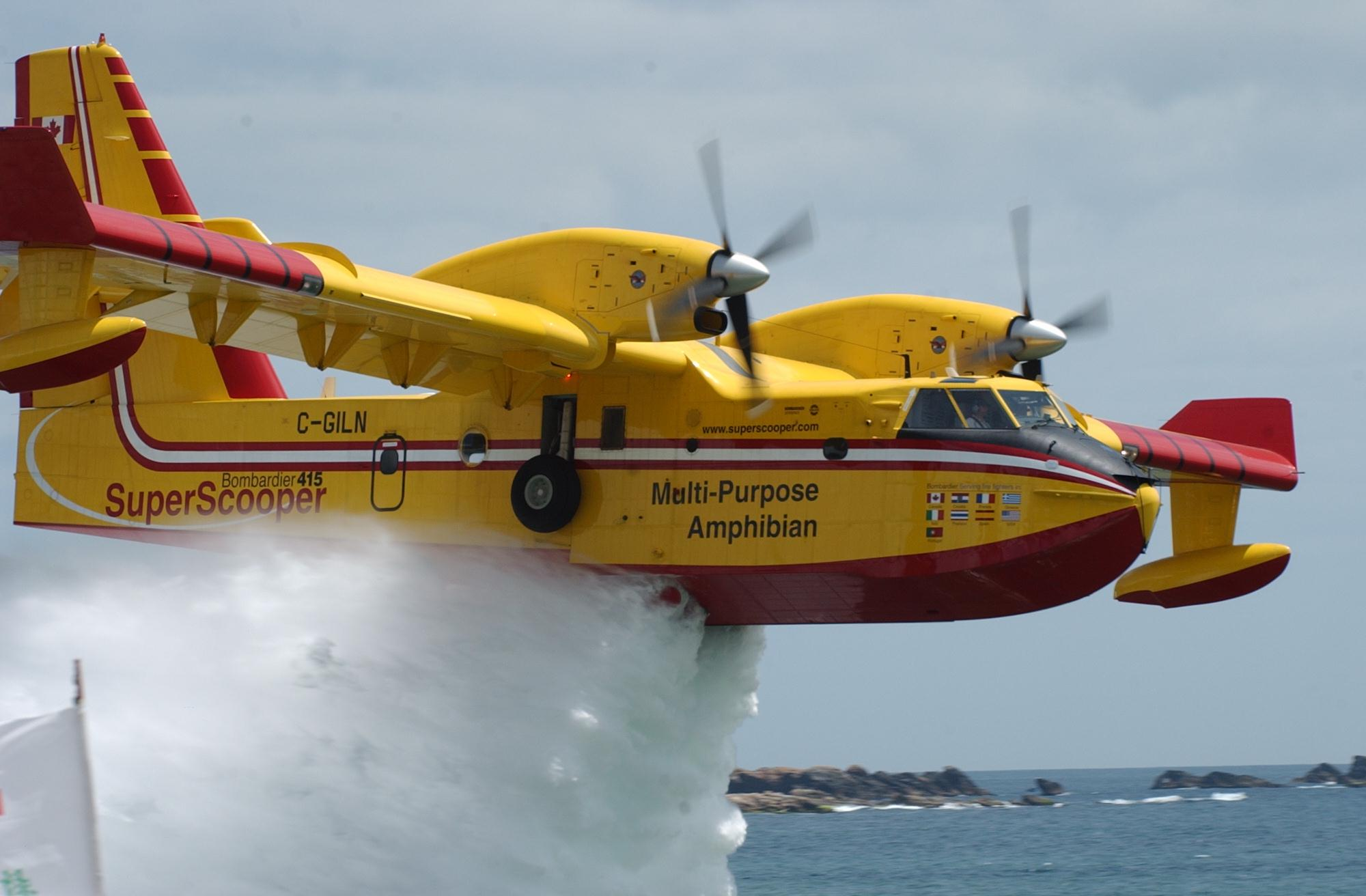
Avión Bombardier 415

### América del Norte
En 1919 en Nueva Escocia, Canadá, se empezaron a utilizar los hidroaviones, dos Curtiss HS2L procedentes de la Primera Guerra Mundial, para la vigilancia de los bosques y para transportar material y brigadas contra incendios. Pronto su uso se extendió por toda Norteamérica con nuevos hidroaviones. En 1930 en Estados Unidos se utilizó por primera vez un Ford Trimotor para lanzar agua desde un bidón de madera adosado. En 1940 en Estados Unidos se empezaron a lanzar desde aviones las brigadas forestales paracaidistas, llamadas ' smokejumpers ' para la extinción de incendios forestales remotos, brigadas que todavía perduran hoy en día. Los primeros aviones cisterna modernos aparecieron en Estados Unidos en 1953, procedentes de los excedentes de la Segunda Guerra Mundial. En 1955 empezó a utilizarse un Boeing Stearman con una tapa con bisagras accionadas desde cabina, que liberaba 600 litros de golpe.
En 1957 en Canadá se aplica la técnica de los Stearman en California, pero añadiendo una bomba para recargar el agua amerizante, sin necesidad de volver a la base. Al año siguiente se le añaden unos depósitos con toma de agua en forma de cuchara ( scoops en inglés) que hacen subir el agua a los depósitos en pocos segundos, sin necesidad de parar. Nace la técnica del scooping. El éxito de estas adaptaciones hace que en 1968 se construya el Canadair CL215, con una capacidad de carga de 5.000 litros, el primer avión anfibio ideado desde el inicio para labores de extinción de incendios forestales. Su acogida a nivel mundial fue muy buena. En 1993, ya fabricado por Bombardier, evoluciona a motor turbohélice y aumenta la capacidad de agua a 6.140 litros.
Los primeros helicópteros utilizados en operaciones contra incendios forestales fueron en California, en 1947, con fines de soporte táctico y logístico. A finales de los años 50 se empezaron a utilizar los helipósitos en un helicóptero modelo Bell 47, y el Alouette III para el transporte de bomberos forestales.

### España

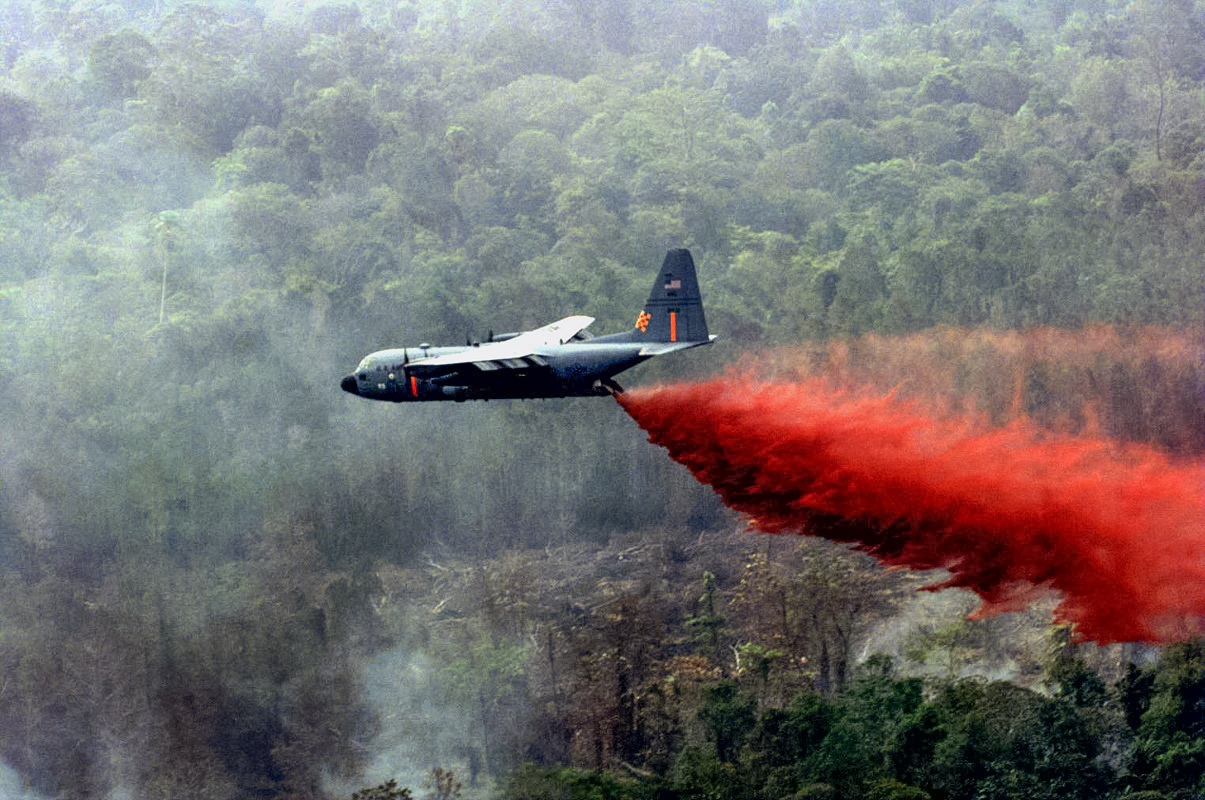
Avión Hercules C 130

En España, en 1969 el Ministerio de Agricultura realiza pruebas con el avión Boeing Stearman, y contrata durante el mes de agosto el avión anfibio Canadair CL 215, que opera desde la base de A Lavacolla en Santiago de Compostela. Es el primer avión de estas características en operar en Europa. En la década del 70 el Instituto para la Conservación de la Naturaleza (ICONA) adquiere 9 Canadair CL215 operados por el Ejército del Aire. También se contrataron aviones adaptados de la aviación agrícola, eran los modelos Grumman, Piper Pawnee Thrush Commander y Consolidated PBY-5 Catalina. En la década de los 80 aumenta la flota de Canadair CL 215 y se introduce el modelo Dromader, con capacidad de carga de 2.100 litros. También empiezan a utilizarse los aviones Air Tractor, con depósito de 2.00 litros. En la década de los 90 se incorporan los aviones de gran capacidad, modelos DC6, DC7 y Hercules C130, con depósitos de 11.000 litros.
Los helicópteros para incendios forestales se introducen en España en 1984, por un lado con helicópteros militares modelo Bell 204 para el transporte de personal a los incendios e ICONA adquiere 6 hecópteros modelo BK 117 para la vigilancia de incendios forestales. A finales de los años 80 se contratan helicópteros modelo Bell 204, Bell 205, Bell 212, Alluette III, Ecuriel, Dauphine y Sokorsky. En 1988 se utiliza por primera vez un helicóptero bombardero modelo Bell 212 con un depósito ventral de 1.200 litros. En 1989 se utilizan modelos rubios Mi 8 y Mi 2. En 1992 se crean las BRIF (Brigadas de Refuerzo en Incendios Forestales) del ICONA como apoyo en la extinción de grandes incendios forestales.
Actualmente las comunidades autónomas tienen las competencias en extinción de incendios y compran o contratan cada una sus medios aéreos, y en grandes incendios forestales recurren al apoyo de otras comunidades ya los medios estatales, representados por la flota del Ministerio de Agricultura, Pesca y Alimentación que consta de medios aéreos de gran capacidad de carga: 18 aviones anfibios Canada. CL 415 de 6.100 litros, 6 Fire Boss AT 802FB de 3.100 litros, 10 aviones de carga en tierra Air Tractor AT-802 de 3.100 litros, 8 helicópteros bombarderos KAMOV de 4.500 litros, 19 helicos. de comunicaciones y observación Partenavia y 4 helicópteros de vigilancia BK 117. También la Unidad Militar de Emergencias dispone de medios aéreos: 14 aviones Canadair CL 215 T de 5.443 litros, 3 aviones Bombardier CL 415 de 6.123 litros, 1 (HU-26), 4 helicópteros Super Puma (HU-21) y 2 Cougar (HU-27) de 2.100 litros.

### Comunidades autónomas

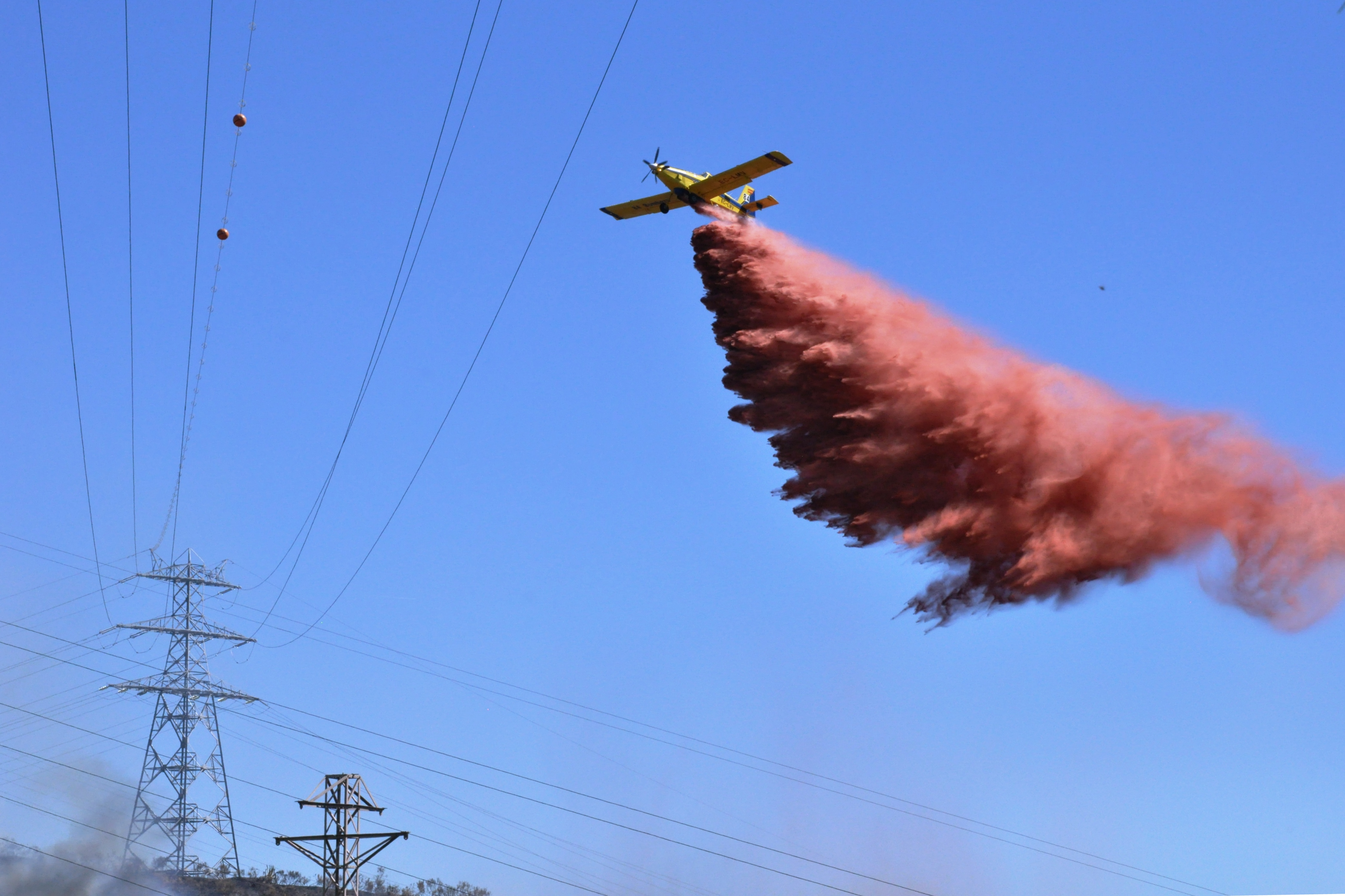
Air Tractor AT-802F de Bomberos de la Generalitat descargando agua con retardante en un incendio en Collserola

El primer helicóptero fue un Hugues 500, de los bomberos de la Diputación de Barcelona, que en 1980, al crearse el cuerpo de Bomberos de la Generalidad de Cataluña lo alquiló por las rutas de prevención durante el verano. En 1983 se adquirieron 2 helicópteros Messerchimitt-Bölkow-Blohm BO 105 cbs4, para labores de mando de incendios y para rescates de montaña con grúa. En 1989 se contrató el primer helicóptero bombardero. En 1995 se compraron 2 aviones Air Tractor AT-802F, los primeros en Europa, que mejoraban la maniobrabilidad, capacidad y sistema de descarga de los aviones antiincendios.
Actualmente se dispone de 13 helicópteros AS 350 y 8 aviones Air Tractor At-802F.

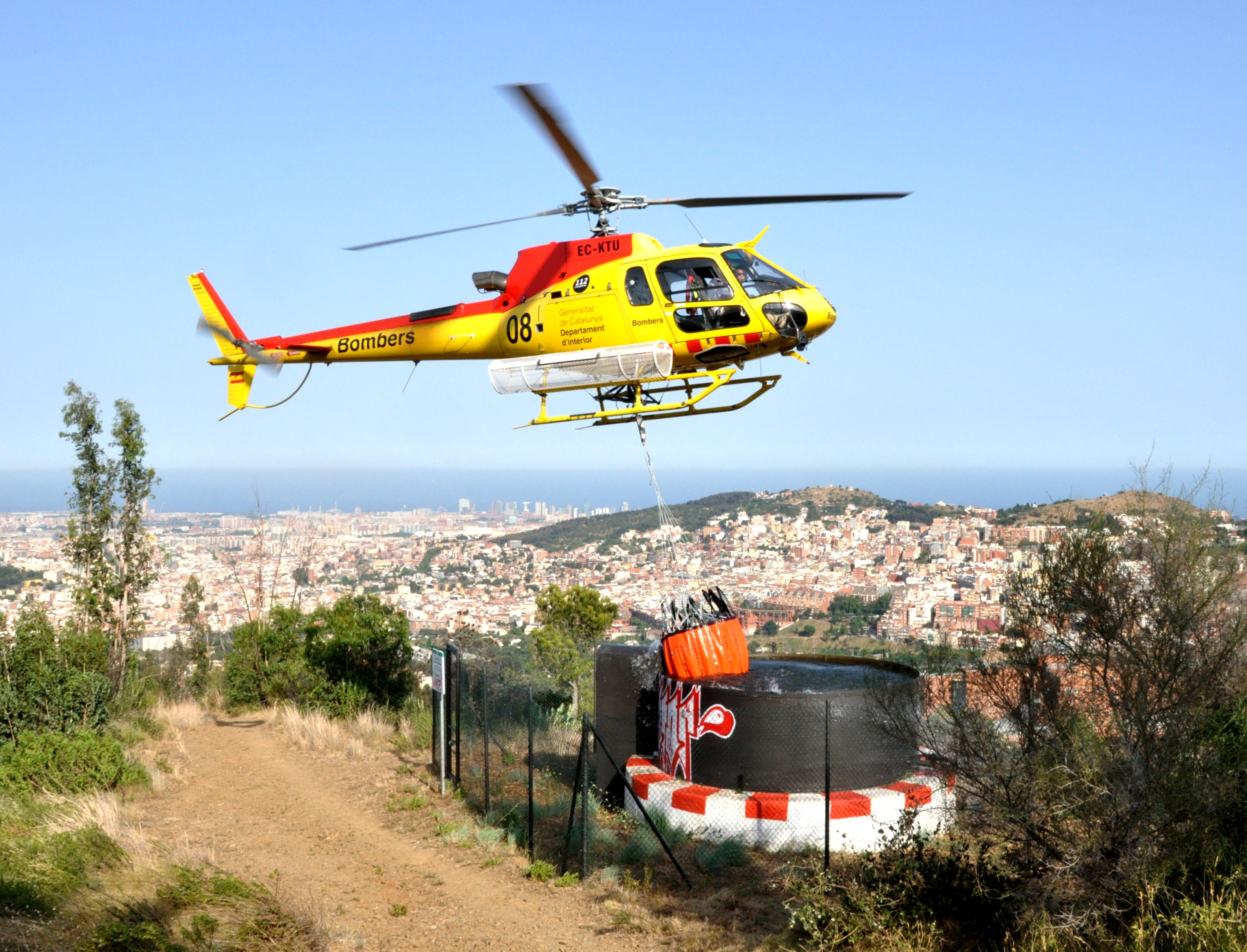
Helitánco de Bomberos de la Generalitat cargando el 'Bambi bucket' en un incendio en Collserola

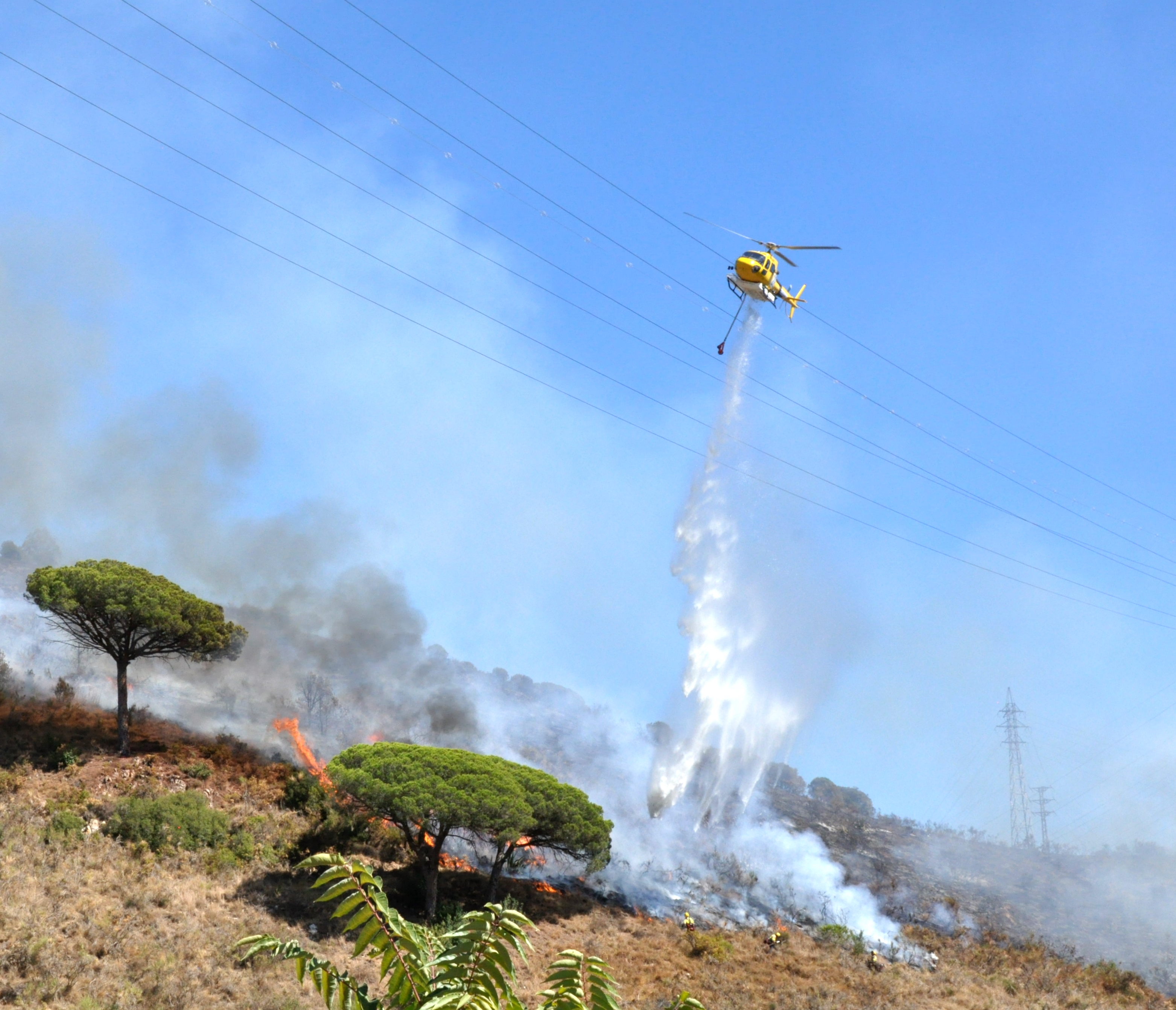
Helitanc bombardero de Bomberos de la Generalitat en un incendio en Torrebaró, Collserola

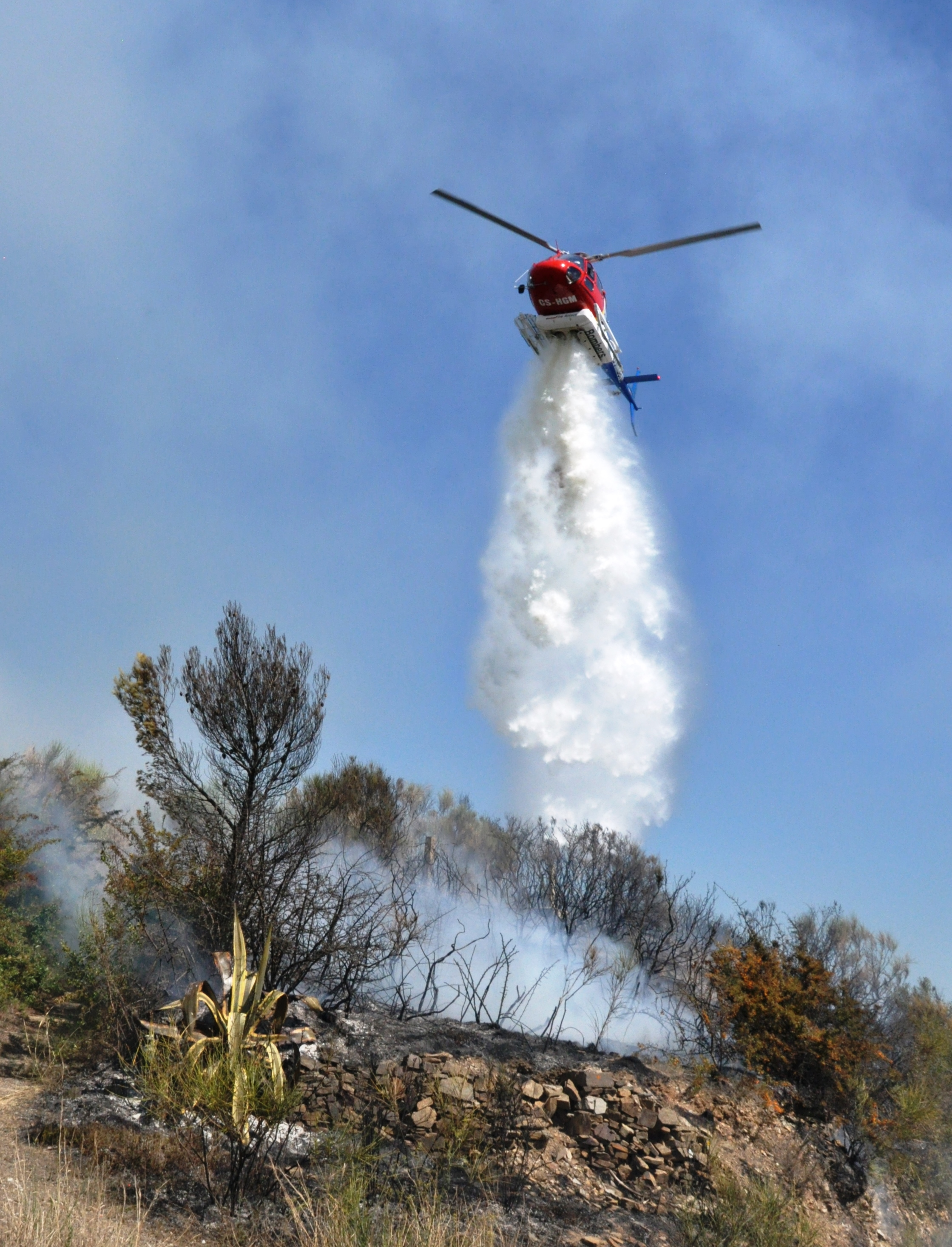
Helitanc bombardero de Bomberos de la Generalitat en un incendio en Collserola

## Aeronaves de extinción de incendios
Hay aviones y helicópteros de extinción de incendios diseñados especialmente para la lucha contra incendios, tanto forestales como industriales.

### Aviones antiincendios
En principio un avión es suficientemente eficiente para transportar una cantidad considerable de agua a largas distancias. Otra ventaja es por ejemplo que un hidroavión puede llenar los depósitos de agua en pleno vuelo (por inmersión en un lago), en comparación con otros sistemas tradicionales de transporte de agua. Por último, también hay que tener en cuenta que un avión puede llegar hasta áreas que son de difícil acceso para las personas y arrojar agua a una distancia segura.
Normalmente el agua no se lanza directamente sobre el fuego, sino en el camino de propagación del fuego (delante de él), para detener el frente del incendio
El avión "cortafuego" más grande del mundo es el avión-cisterna Super Evergreen 747, un Boeing 747 que puede llevar 77.600 litros de agua mezclada con retardante de llama.

### Helicópteros antiincendios
Los helicópteros pueden estar equipados con tanques (helitáncos) o pueden llevar helipósito. Algunos helitancos, como el Erickson AirCrane, también están equipados con cañones de espuma que se montan en frente. Los helipósitos se llenan generalmente sumergiéndolos o arrastrándolos en lagos, ríos, embalses o tanques portátiles. El más popular de los helipósitos es el "Bambi Bucket". Los tanques se pueden llenar en el suelo (mediante camiones cisterna con bombas) o se puede aspirar agua desde los lagos, ríos, embalses o un tanque portátil a través de un tubo colgado del helicóptero.

## Elemento extintor
El enfriamiento rápido de la vegetación se logra con agua y, opcionalmente, un retardante de llama. Los helicópteros pueden llevar colgado un primo gigante de agua, llamado bambi-bucket colgado de un cable. También hay helicópteros con un depósito de agua interno. Este depósito puede ser llenado por una manguera de succión.

## Galería

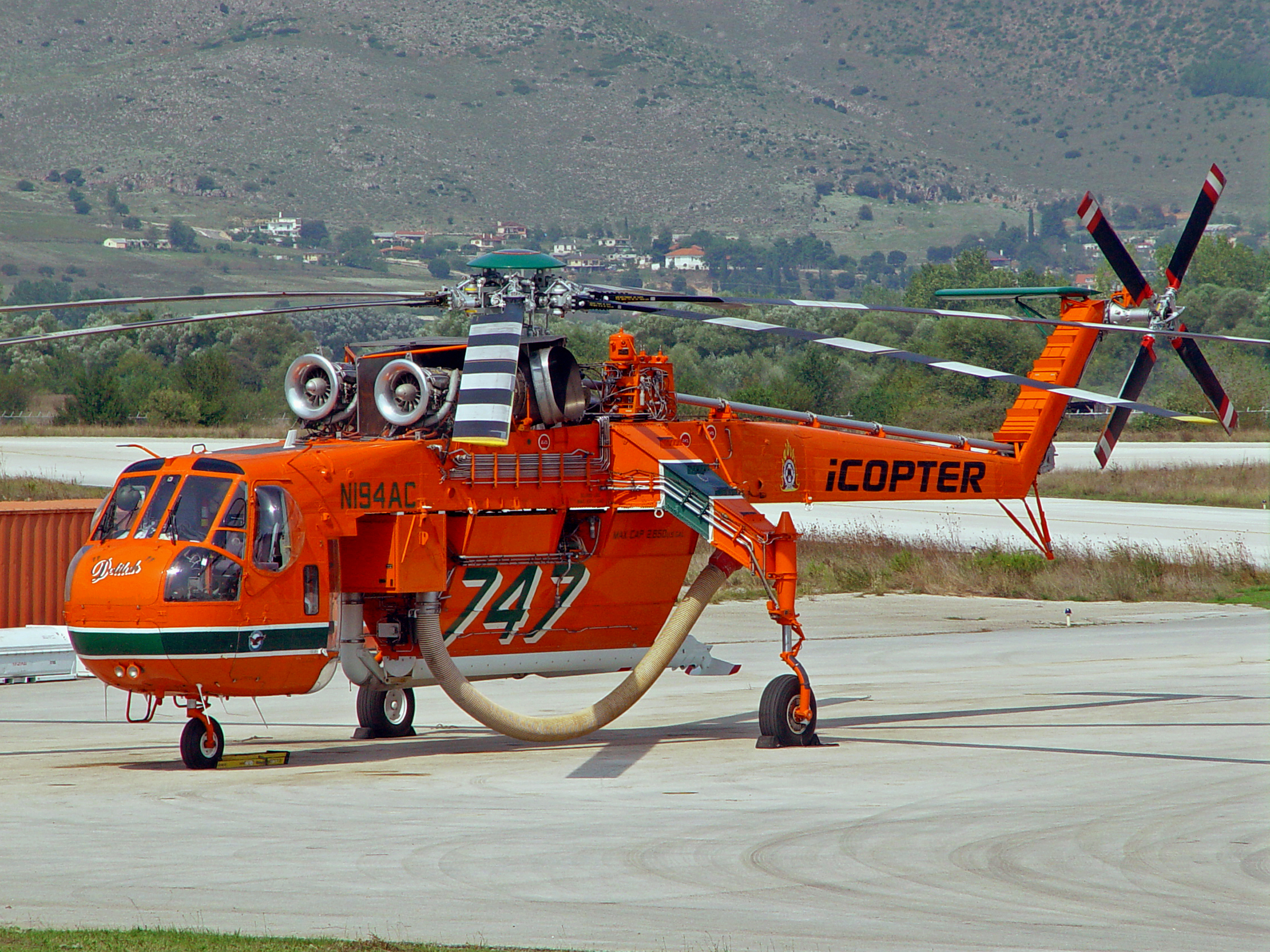
En Erickson Air Crane en el aeropuerto de Ioannina de Grecia
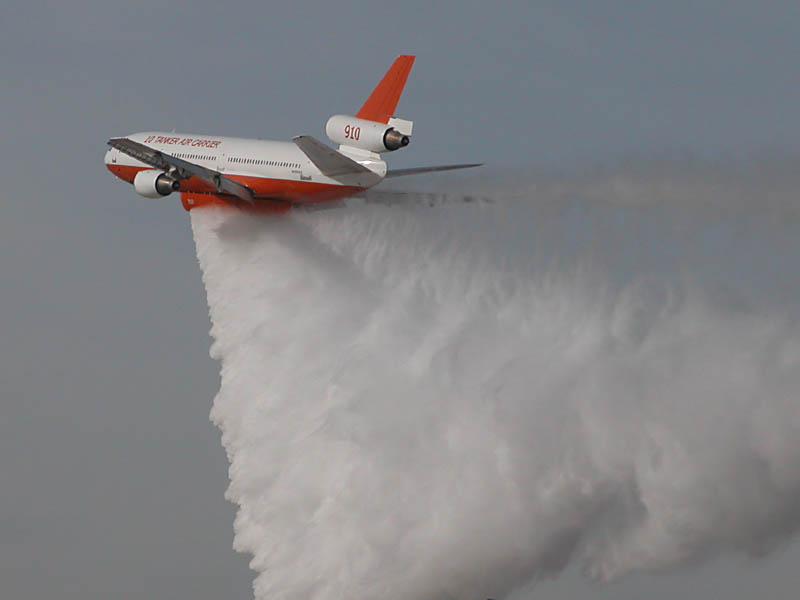
Cisterna 910 durante una manifestación en diciembre de 2006
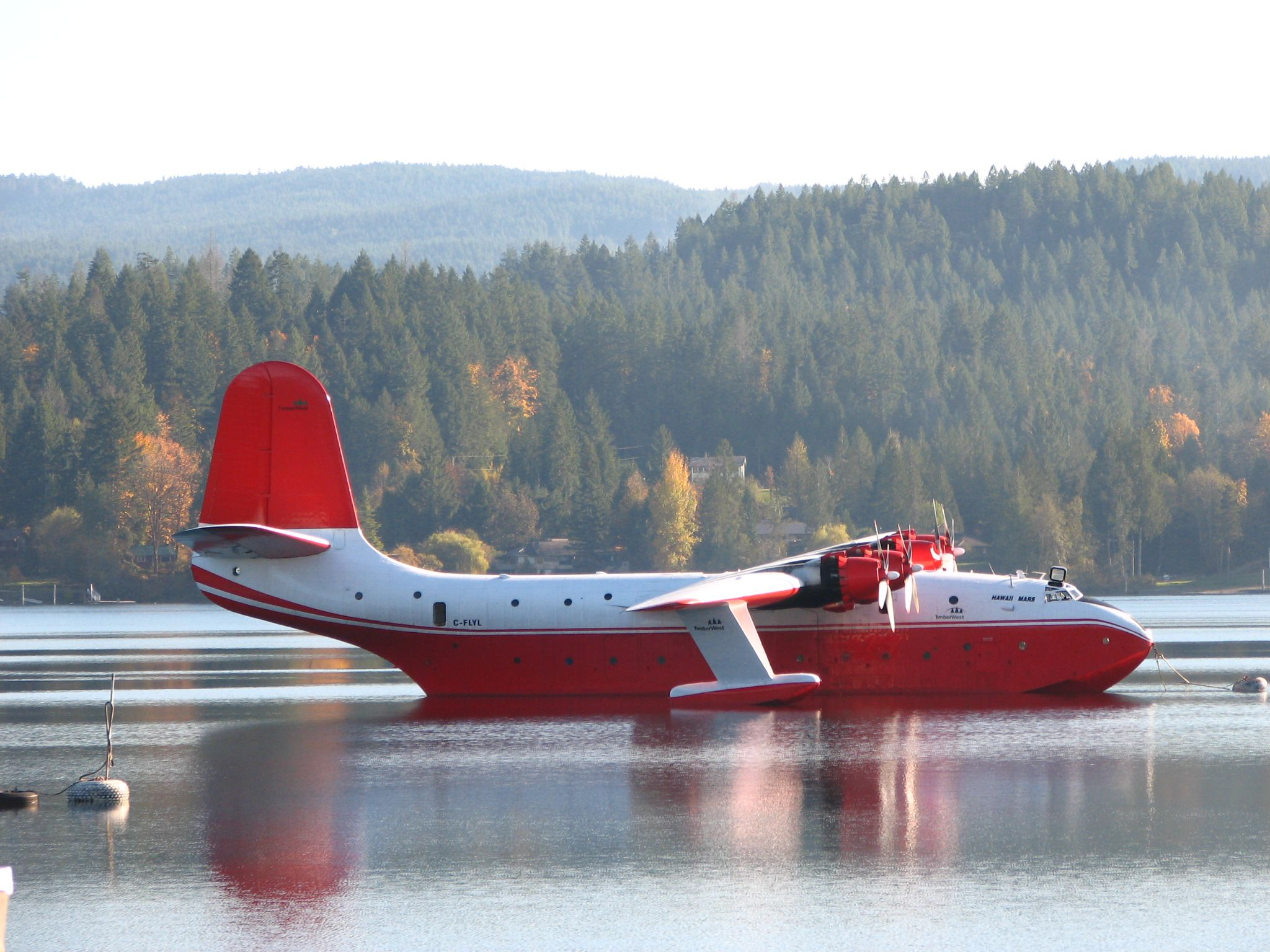
Un Martin JRM Mars, uno de los mayores bombarderos de agua del mundo.
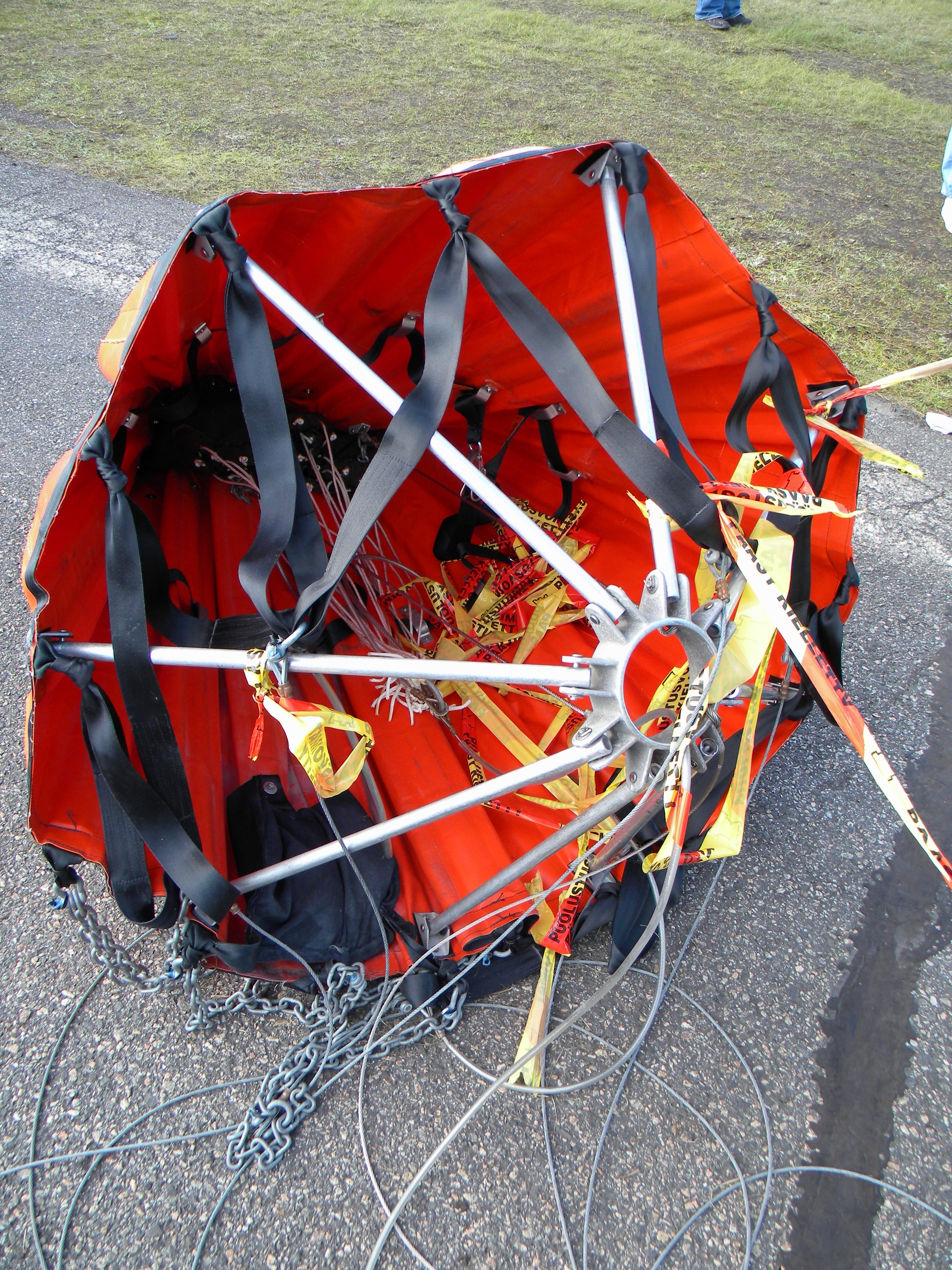
Un Bambi Bucket para ser colgado en un helicóptero
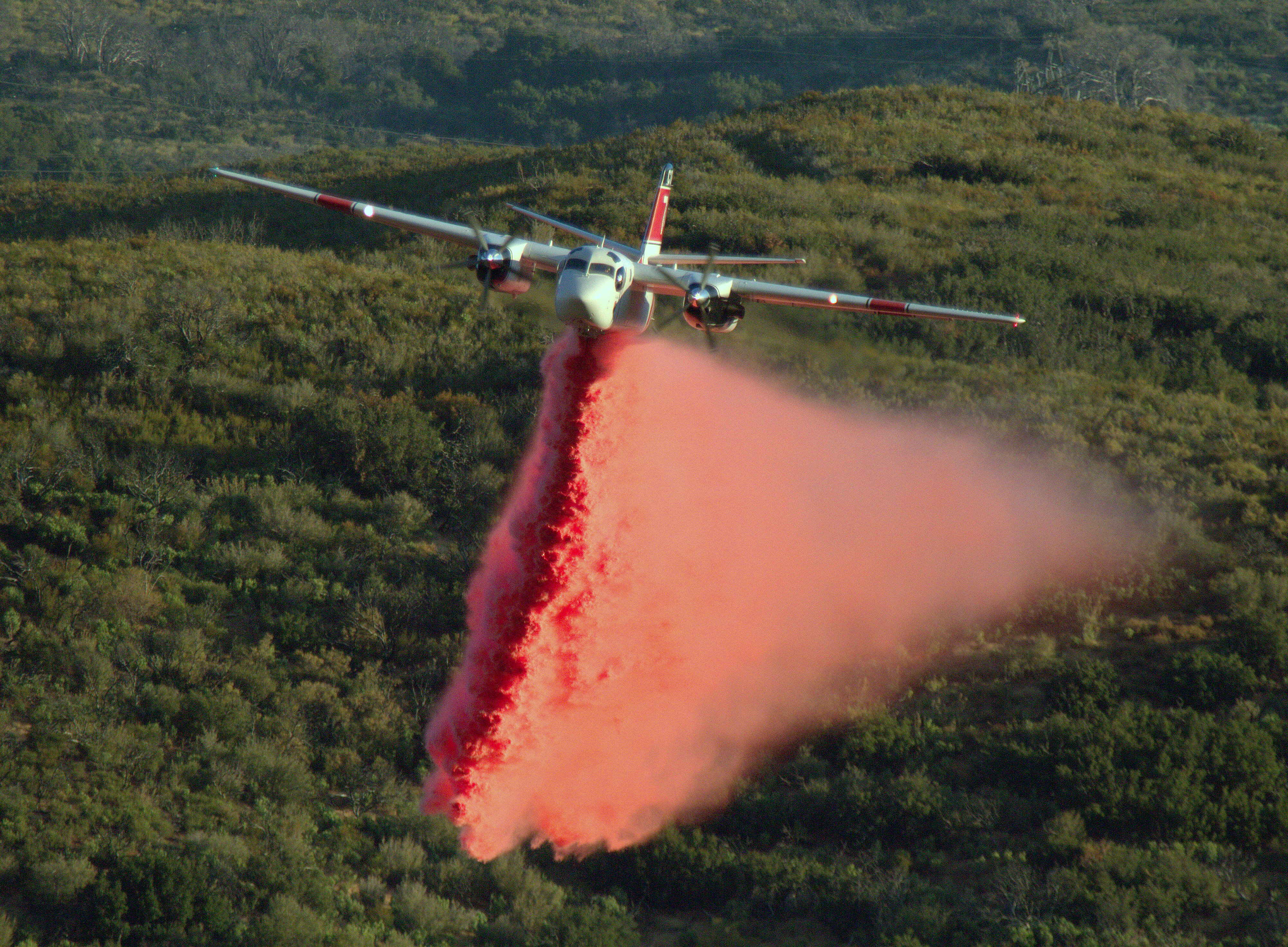
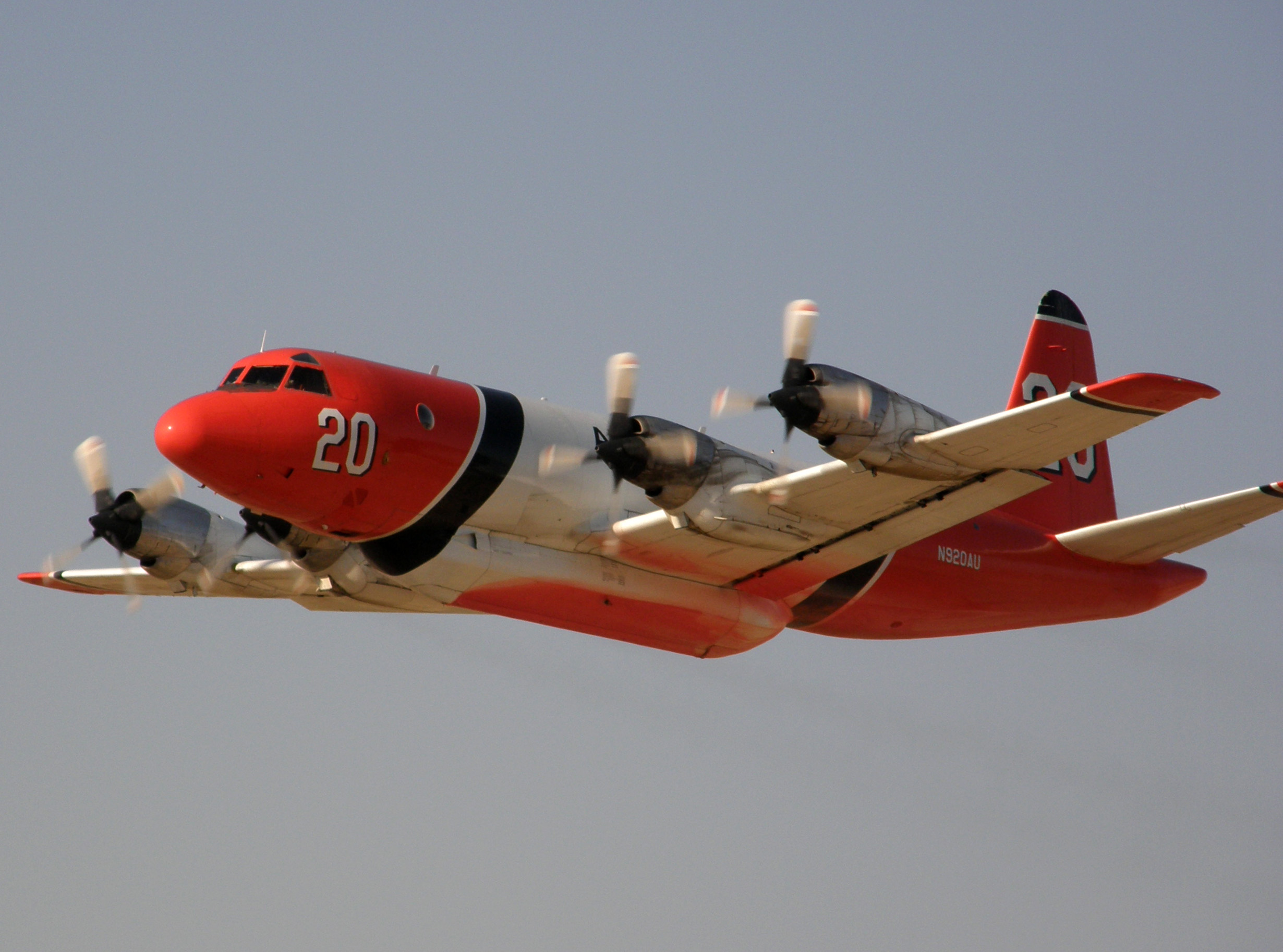
Un Lockheed P-3 Orion durante el inicio de Fox Camp de Lancaster (California)
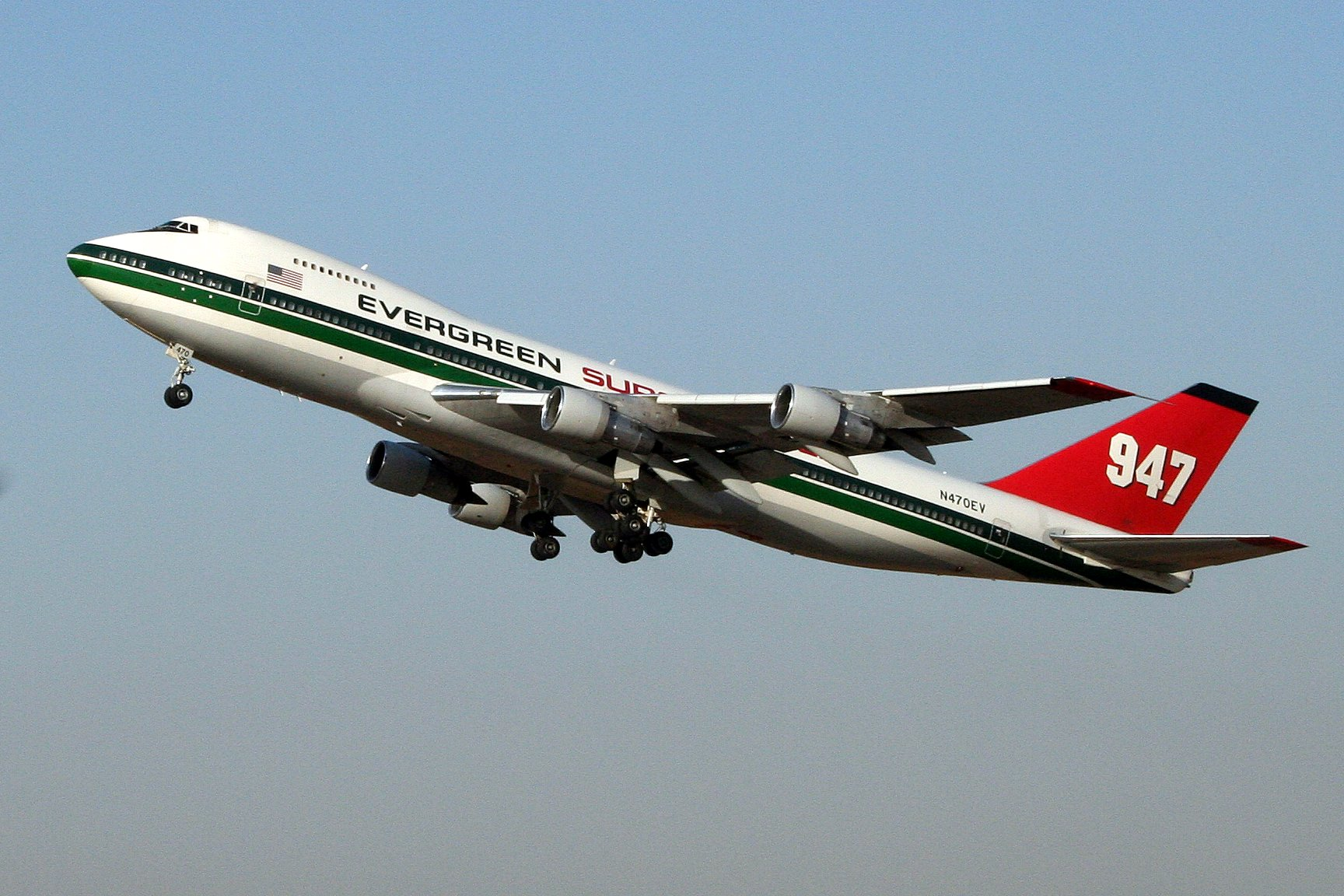
La Cisterna Súper Evergreen